# 天主教莫爾茲比港總教區
天主教莫爾茲比港總教區（拉丁語：Archidioecesis Portus Moresbiensis）是巴布亞紐幾內亞一個羅馬天主教教省總教區，下轄四個教區。是該國四個總教區之一。

## 歷史
1889年5月10日設紐幾內亞宗座代牧區，1966年11月15日升為總教區。

## 現況
2004年有教友183,889人（佔轄區總人口35.9%）、十九個堂區、七十名司鐸。現任總主教為若望·里巴特。